# Prix Marulić
Der Prix Marulić ist ein internationaler Hörfunkpreis. Er wird seit 1997 auf dem gleichnamigen Festival vergeben, das vom kroatischen Rundfunk (HRT) in Zusammenarbeit mit der Europäischen Rundfunkunion (EBU) organisiert wird. Das Ziel des Festivals ist es, ältere Texte oder Stoffe, die vor der Erfindung des Radios entstanden sind, neu und auf zeitgenössische Weise dem Publikum nahezubringen. Der Wettbewerb ist in die Kategorien Hörspiel (Drama) und Feature (Dokumentation) unterteilt.
Der Preis ist nach „dem Vater der kroatischen Literatur“ Marko Marulić (1450–1524) benannt.

## Weblink
- Website Prix Marulic beim Kroatischen Rundfunk HRT (englisch)